# George Westinghouse
George Westinghouse, Jr (født 15. oktober 1846, død 12. marts 1914) var en amerikansk entreprenør, ingeniør og opfinder, der var mest kendt som en pioner indenfor elektroteknikken og som opfinder af luftbremser beregnet til jernbaner. Westinghouse var en af hovedkonkurrenterne til Thomas Edison i den tidlige periode af indførelsen af elektricitet i De Forenede Stater. Westinghouse samarbejdede med Nikola Tesla om et vekselstrømssystem som løb af med sejren sammenlignet med Edisons kamp for et system med jævnstrøm. Han fik i 1911 Edisonmedaljen fra American Institute of Electrical Engineers for sit arbejde med indførelsen af elektricitet.